# Killinaboy
Killinaboy (iriska: Cill Iníne Baoith) är en ort i republiken Irland.   Den ligger i grevskapet An Clár och provinsen Munster, i den centrala delen av landet, 190 km väster om huvudstaden Dublin. Killinaboy ligger 34 meter över havet och antalet invånare är 689.
Terrängen runt Killinaboy är platt.Runt Killinaboy är det ganska glesbefolkat, med 27 invånare per kvadratkilometer. Närmaste större samhälle är Ennis, 15,6 km söder om Killinaboy. Trakten runt Killinaboy består i huvudsak av gräsmarker.